# Het SS-syndroom
Het SS-syndroom is het 130ste stripverhaal van De Kiekeboes. De reeks wordt getekend door striptekenaar Merho. Het album verscheen op 7 december 2011.

## Verhaal
Het is tijd voor de grote comeback van Elodie Melody. Jammer genoeg kiest ze de foute manager, want Francis Toyota Coppola (die al in het album Doodeenvoudig/Eenvoudig dood voorkwam) is corrupt en enkel uit op geld. Hij verandert haar artiestennaam in Hello Di en wil van haar een monstersucces maken. Hierbij krijgt hij hulp van Toontje Hoogher, die een computerprogramma gebruikt om de wiskundige eigenschappen van hits te achterhalen. Op die manier kan gemakkelijk een grote hit worden gecomponeerd, die lang in het oor blijft hangen.
Inspecteur Sapperdeboere vermoedt dat er misdaad in het spel is en Marcel Kiekeboe, Fanny Kiekeboe en Alanis gaan undercover om dat te achterhalen.

## Achtergronden bij het verhaal
- Namen waarin een woordspeling voorkomt zijn Octaaf Hoogher (een octaaf hoger), Toontje Hoogher (een toon hoger), Francis Toyota Coppola (Toyota Corolla en Francis Ford Coppola), Marco Paulo (Marco Polo) en Bill Boa (Bilbao).
- Het personage Octaaf Hoogher is geïnspireerd op Stefaan Turpijn, een inwoner van Eeklo die een wedstrijd op Ketnet won. Zijn enorme lengte (2,11 meter) wordt in het album echter niet uitgespeeld.